# Ассоциация СИЗ
Ассоциация разработчиков, изготовителей и поставщиков средств индивидуальной защиты, или Ассоциация СИЗ, — российская организация, объединяющая предприятия и организации, работающие в сфере производства, разработки, поставок средств индивидуальной защиты. Членами ассоциации также являются сертификационные центры и лаборатории, центры обучения персонала, научные и исследовательские организации, работающие в сфере охраны труда и промышленной безопасности. Учреждена в 2001 году.

## История
Ассоциация СИЗ была учреждена 14 ноября 2001 года во время проведения 5-й выставки «Безопасность и охрана труда — 2001» при поддержке Минтруда.
Непосредственно после создания в АСИЗ вошло около 45 организаций. По состоянию на 2020 год в АСИЗ входит порядка 500 предприятий, объединённых 134 юридическими лицами, на которых работает порядка 100 тыс. человек.
Ассоциация СИЗ входит в Торгово-промышленную палату.

## Деятельность
АСИЗ взаимодействует с органами государственной власти, участвует в разработке нормативной и правовой базы в сфере безопасности труда, использования, маркировки и сертификации средств индивидуальной защиты, занимается защитой интересов работников, занятых на работах с вредными и опасными условиями труда, представляет интересы российских и иностранных производителей и поставщиков спецодежды, спецобуви и средств индивидуальной защиты в органах власти, оказывает содействие предпринимательской деятельности членов ассоциации.
В 2013 году Ассоциация приняла участие в разработке и принятии Постановления Правительства РФ «О Порядке аттестации физических лиц на право выполнения работ по специальной оценке условий труда». АСИЗ входит в состав трёхсторонней комиссии по регулированию социально-трудовых отношений при Правительстве РФ, является членом Правления Фонда социального страхования Российской Федерации.
После того, как в декабре 2019 года Федеральное Агентство по техническому регулированию приказом N 3358 прекратил действие системы добровольной сертификации «ГОСТ Р», Ассоциация разработала и аккредитовала систему «СИЗ сертика», нацеленную на сертификацию СИЗ. При этом испытания проводятся в аккредитованных лабораториях, входящих в Ассоциацию, и могут ограничиваться лишь теми образцами, которые представил заявитель.
В мае 2020 года АСИЗ обратилась к вице-премьеру Татьяне Голиковой с предложением о разработке стратегии развития отрасли на ближайшие 20 лет. Ассоциация предложила Правительству РФ включить в систему государственного резерва средства индивидуальной защиты на случай непредвиденных чрезвычайных ситуаций.
В июне 2020 года АСИЗ обратилась к помощнику Президента РФ Максиму Орешкину с предложением сформировать список специальностей медицинских работников, которые нуждаются в обеспечении средствами индивидуальной защиты.
Ассоциация является оператором российской экспозиции на Международной специализированной торговой ярмарке и Конгрессе по безопасности, защите и охране здоровья A+A, которая ежегодно проходит в Дюссельдорфе (Германия).

## Выставка «Безопасность и охрана труда»
С 2001 года Ассоциация разработчиков, изготовителей и поставщиков средств индивидуальной защиты совместно с Министерством труда и социальной защиты РФ и Всероссийским объединением специалистов по охране труда является организатором выставки «Безопасность и охрана труда» (БИОТ).
В 2010 году на БИОТ было около 200 участников, из них 10 – зарубежные, в 2011 году количество участников выставки – около 250. В 2019 году в выставке приняло участие порядка 450 предприятий из 23 стран мира, БИОТ посетило около 20 тысяч человек.
В 2017 году на площадке БИОТ Председатель Правительства Д.А. Медведев провёл совещание по вопросам снижения производственного травматизма и посетил экспозицию выставки.

## Руководство
Президенты АСИЗ:
- С 2018 — В.И. Котов[20][21]
- С 2002 по 2018 — Ю.Г. Сорокин, в прошлом руководитель департамента условий и охраны труда[22] Министерства труда, изначально работавший в АСИЗ на общественных началах, а в 2004 году перешедший из Министерства труда в АСИЗ[23]

## Журнал «Вестник АСИЗ»
С 2007 года АСИЗ издаёт журнал «Вестник АСИЗ». Выходит 4 раза в год (на 2018 год), объём около 60 страниц, тираж 1500 экземпляров. В нём публикуются преимущественно статьи о спецодежде, СИЗ и на близкие темы. Редколлегия журнала состоит полностью из членов АСИЗ.